# گروه سوایر
گروه سوایر (به انگلیسی: Swire Group) شرکت خوشه‌ای هنگ کنگی است، که کنترل چندین شرکت بزرگ را در اختیار دارد، این شرکت‌ها در زمینه ترابری جاده‌ای، حمل‌ونقل هوایی، کشتیرانی، فناوری هوافضا، کشاورزی و املاک و مستغلات فعالیت می‌نمایند.
گروه سوایر در سال ۱۸۱۶ توسط جان سوایر در شهر لیورپول تأسیس شد و در ابتدا در زمینه صادرات-واردات انواع کالا از چین و هنگ کنگ به بریتانیا فعالیت می‌کرد.
دفتر مرکزی این شرکت در شهر وست‌مینستر، لندن قرار دارد و بخشی از سهام آن در بازارهای بورس لندن و بورس اوراق بهادار هنگ کنگ معامله می‌شود.